# 陳亭羽
陳亭羽（1995年5月16日—）為臺灣女子籃球運動員，出身懷生國中與金甌女中，擁有U16以及U18國手資歷，就讀臺北市立大學研究所二年級曾到永平國小擔任代課老師，2019年7月在WSBL選秀第一輪第二順位獲得台元女籃青睞。

## 外部連結
- 陳亭羽在fiba.basketball（英语）
- 陳亭羽在archive.fiba.com（存檔）（英语）
- 陳亭羽在Eurobasket.com（球員）（英语）